# Geoffrey E. Blight

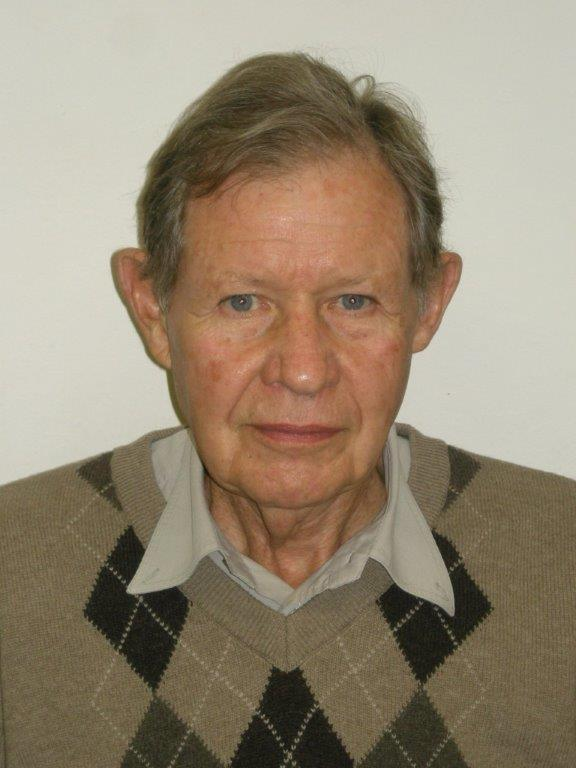
Geoffrey E. Blight, 2013

Geoffrey Eustace Blight (* 30. Juli 1934; † 7. November 2013) war ein südafrikanischer Geotechniker.
Blight war Professor für Geotechnik an der University of Witwatersrand.
Er befasste sich insbesondere mit dem Bau von Dämmen für die Lagerung von teilweise hochgiftigen Rückständen aus dem Bergbau (wie mit Cyaniden verseuchte Erde im Goldbergbau). Dabei war er in großen Projekten der Kontrolle der Erosion solcher Dämme rund um Johannesburg involviert und entwarf z. B. einen 1000 Fuß hohen Damm im Nordosten des US-amerikanischen Bundesstaats Washington, der jedoch wegen des Rückgangs der Molybdännachfrage nie gebaut wurde. Er schrieb darüber eine Monographie mit Fallstudien über das Versagen solcher Dämme mit besonderer Berücksichtigung von Südafrika.
1997 war er Rankine Lecturer (Interactions between the atmosphere and the Earth).

## Schriften
- Geotechnical Engineering for Mine Waste Storage Facilities, Taylor and Francis, 2009
- Assessing loads on silos and other bulk storage structures : research applied to practice, Taylor and Francis, 2006
- mit Mark Alexander: Alkali-aggregate reaction and structural damage to concrete : engineering assessment, repair, and management, CRC Press/Balkema, 2011